# Derbidae
Famille
Les Derbidae sont une famille d'insectes de l'ordre des hémiptères et de la super-famille des Fulgoroidea.

## Description
Cette famille regroupe des espèces de Fulgoroidea dont les angles postérieurs du prothorax sont plus élevés que les écailles humérales et dont les tibias postérieurs sont mutiques.

## Liste des genres
La famille des Derbidae contient plus de 1700 espèces appartenant à plus de 160 genres. Cette famille fait l'objet de révisions et d'ajouts 
réguliers.
Liste (incomplète) des genres:
- Sous-famille Cedusinae Emeljanov, 1992[5],[6]
  - Tribu Breddiniolini Fennah, 1950
    - Genre Breddiniola Muir, 1934
    - Genre Breddiniolella Fennah, 1950
    - Genre Hemielissum Emeljanov & Fletcher, 2004

  - Tribu Cedusini Emeljanov, 1992[6]
    - Genre Cedusina Emeljanov, 1992
    - Genre Eocenchreina Emeljanov, 1992
    - Genre Neocenchreina Emeljanov, 2008

  - Tribu Goneokarellini Emeljanov, 1995
    - Genre Goneokarella Fennah, 1952

  - Tribu Ipsnolini Emeljanov, 1995
    - Genre Ipsnola Signoret, 1885

  - Tribu Phrygiini Emeljanov, 1995
    - Genre Phrygia Stål, 1856

  - Tribu Vinatini Emeljanov, 1992
    - Genre Vinata Distant, 1906

- sous-famille Derbinae Spinola, 1839[5],[6]
  - Tribu Cedochreini Emeljanov, 1995
    - Genre Cedochrea Emeljanov, 1995
    - Genre Cedochrusa Emeljanov, 2008

  - Tribu Cenchreini Muir, 1917[6]
    - Genre Anchimothon Fennah, 1952
    - Genre Cenchrea Westwood, 1840
    - Genre Cyclometopum Muir, 1913
    - Genre Dawnaria Distant, 1911
    - Genre Dysimia Muir, 1924
    - Genre Equirria Distant, 1917
    - Genre Fescennia Stål, 1866
    - Genre Fordicidia Distant, 1917
    - Genre Goneokara Muir, 1913
    - Genre Herpis Stål, 1862[6]
    - Genre Lamenia Stål, 1859
    - Genre Malenia Haupt, 1924
    - Genre Muirileguatia Metcalf, 1945
    - Genre Neolamenia Muir, 1917
    - Genre Omolicna Fennah, 1945[6]
    - Genre Oropuna Fennah, 1952
    - Genre Peradenina Distant, 1911
    - Genre Persis Stål, 1862[6]
    - Genre Phaciocephalus Kirkaldy, 1906
    - Genre Symidia Muir, 1918
    - Genre Vekunta Distant, 1906

  - Tribu Dawnarioidini Emeljanov, 1995
    - Genre Dawnarioides Dozier, 1929
    - Genre Neodawnaria O'Brien, 1982

  - Tribu Derbini Spinola, 1839
    - Genre Amysidiella Broomfield, 1985
    - Genre Derbe Fabricius, 1803
    - Genre Dysimiella Broomfield, 1985
    - Genre Ipsemysidia Broomfield, 1985
    - Genre Mysidaloides Broomfield, 1985
    - Genre Mysidia Westwood, 1840
    - Genre Neomysidia Broomfield, 1985
    - Genre Paramysidia Broomfield, 1985
    - Genre Pseudomysidia Metcalf, 1938

  - Tribu Nicertini Emeljanov, 1992
    - Genre Nicerta Walker, F., 1857

- sous-famille Otiocerinae Muir, 1917[5]
  - Tribu Aquaeliciini Banaszkiewicz & Szwedo, 2005
    - Genre Aquaelicium Distant, 1917
    - Genre Ileifea Banaszkiewicz & Szwedo, 2005
    - Genre Muiravea Banaszkiewicz & Szwedo, 2005
    - Genre Ravola Banaszkiewicz & Szwedo, 2005
    - Genre Razanus Banaszkiewicz & Szwedo, 2005
    - Genre Vizimbum Banaszkiewicz & Szwedo, 2005

  - Tribu Kamendakini Emeljanov, 1995
    - Genre Kamendaka Distant, 1906

  - Tribu Neocyclokarini Emeljanov, 1995
    - Genre Neocyclokara Muir, 1917

  - Tribu Otiocerini Muir, 1917
    - Genre Anomaladerbe Muir, 1922
    - Genre Anotia Kirby, W., 1821
    - Genre Apache Kirkaldy, 1901
    - Genre Archara Metcalf, 1945
    - Genre Banksiella Muir, 1917
    - Genre Basileocephalus Kirkaldy, 1906
    - Genre Dendrokara Melichar, 1914
    - Genre Deribia Westwood, 1841
    - Genre Flaccia Stål, 1866
    - Genre Heronax Kirkaldy, 1906
    - Genre Interamma Walker, F., 1870
    - Genre Kaha Kirkaldy, 1906
    - Genre Kampulokara Muir, 1913
    - Genre Kuranda Distant, 1907
    - Genre Labicerus Erichson, 1848
    - Genre Leptaleocera Muir, 1913
    - Genre Makula Distant, 1907
    - Genre Megatropis Muir, 1913
    - Genre Mysidioides Matsumura, 1905
    - Genre Neodendrokara Muir, 1917
    - Genre Nesocore Kirkaldy, 1907
    - Genre Nesokaha Muir, 1913
    - Genre Nesoneura Kirkaldy, 1907
    - Genre Nesoniphas Kirkaldy, 1907
    - Genre Niphadodite Kirkaldy, 1907
    - Genre Otiocerus Kirby, W., 1821
    - Genre Paralyricen Muir, 1913
    - Genre Phra Distant, 1911
    - Genre Platocera Muir, 1913
    - Genre Platocerella Fennah, 1952
    - Genre Platonax Metcalf, 1938
    - Genre Pyrrhoneura Kirkaldy, 1906
    - Genre Robigus Distant, 1911
    - Genre Sayiana Ball, 1928
    - Genre Shellenius Ball, 1928
    - Genre Vivaha Distant, 1906

  - Tribu Patarini Emeljanov, 1995
    - Genre Anapatara Emeljanov, 1995
    - Genre Patara Westwood, 1840

  - Tribu Phenicini Emeljanov, 1995
    - Genre Metaphenice Emeljanov, 1995
    - Genre Paraphenice Muir, 1924
    - Genre Phenice Westwood, 1840

  - Tribu Rhotanini Muir, 1917
    - Genre Alara Distant, 1911
    - Genre Dichotropis Muir, 1913
    - Genre Levu Kirkaldy, 1906
    - Genre Muiralevu Zelazny, 1981
    - Genre Rhotana Walker, F., 1857
    - Genre Rhotanella Fennah, 1970
    - Genre Saccharodite Kirkaldy, 1907
    - Genre Sumangala Distant, 1911

  - Tribu Sikaianini Muir, 1913
    - Genre Ceropupa Emeljanov, 1995
    - Genre Distantinia Muir, 1917
    - Genre Leomelicharia Muir, 1913
    - Genre Muiria Kirkaldy, 1907
    - Genre Mula Ball, 1928
    - Genre Sikaiana Distant, 1907

- sous famille Zoraidinae Muir, 1913
  - Tribu Zoraidini Muir, 1913
    - Genre Lyddina Emeljanov, 1995
    - Genre Parapamendanga Yang & Wu, 1993
    - Genre Parapeggia Yang & Wu, 1993
    - Genre Zeugmatina Emeljanov, 1995
    - Genre Zoraidina Muir, 1913

- Genres non classés dans les sous-familles précédentes
  -     - Genre Aethocauda Williams, 1976
    - Genre Amania Synave, 1973
    - Genre Cenanges Fennah, 1952
    - Genre Cobacella Fennah, 1952
    - Genre Contigucephalus Caldwell, 1944
    - Genre Copallinges Szwedo, 2004
    - Genre Diprora Williams, 1976
    - Genre Eusyphax Fennah, 1956
    - Genre Harpanor Fennah, 1950
    - Genre Kubilaya Koçak & Kemal, 2010
    - Genre Lugeilangor Szwedo, 2005
    - Genre Nesorhamma Fennah, 1956
    - Genre Pepleuca Emeljanov, 1999
    - Genre Positrona Emeljanov, 1994
    - Genre Pyrrhonice Emeljanov, 1994
    - Genre Stenopeggia Fennah, 1952
    - Genre Swezeyia Kirkaldy, 1906

## Publication originale
- (fr) M. Spinola, 1839, « Essai sur les Fulgorelles, sous-tribu de la tribu des Cicadaires, ordre des Rhyngotes ». Annales de la Société Entomologique de France, Paris, vol. 8, p. 133-337 [204] (lire en ligne).